# Michał Wołodyjowski

Herb Korczak

Michał Wołodyjowski, właśc. Jerzy Michał Wołodyjowski herbu Korczak – postać literacka, jeden z głównych bohaterów Trylogii Henryka Sienkiewicza. Ze względu na niski wzrost zwany małym rycerzem.
Sienkiewicz wykreował swego bohatera na wzór polskiego sarmaty (wedle ideowych założeń sarmatyzmu – szlachcic obrońcą ojczyzny), cnotliwego, odważnego i gotowego do poświęceń. Fikcyjna postać Michała Wołodyjowskiego była częściowo wzorowana na autentycznej postaci historycznej, na pułkowniku Jerzym Wołodyjowskim. Poza Trylogią pisarz upamiętnił ją w późniejszej powieści Na polu chwały, wspominając o nim parokrotnie (w rozdziale I, V i XXVIII).

## Życiorys
Urodzony ok. 1626 roku. W Ogniem i mieczem razem z Janem Skrzetuskim służy w wojskach Jeremiego Wiśniowieckiego. W pierwszej części Trylogii jest postacią drugoplanową. Wsławia się pokonaniem Bohuna w pojedynku. Bohatersko dowodzi dragonią podczas oblężenia Zbaraża. W Potopie jest już pułkownikiem, doświadczonym żołnierzem z otaczającą go sławą niezrównanego szermierza. Początkowo wierny hetmanowi Januszowi Radziwiłłowi, po ujawnieniu jego zdrady odmawia żołnierskiego posłuszeństwa. Wraz z Zagłobą i Skrzetuskimi (Jan i jego krewny Stanisław) ucieka z niewoli radziwiłłowskiej, uczestnicząc w dalszych  walkach ze Szwedami. Jest jednym z tych, którzy pozostali wierni królowi Janowi Kazimierzowi.
Bardzo kochliwy, ale przez długi czas nie mógł znaleźć żony. Jedną z jego wielu miłości była Anusia Borzobohata-Krasieńska. Kiedy wreszcie uzyskał pozwolenie na ślub od opiekunki Anusi, dziewczyna zmarła (kilka dni przed ślubem, Pan Wołodyjowski). Nieszczęśliwy bohater zaszył się w klasztorze kamedułów, ale Zagłoba wywabił go stamtąd podstępem. Mały rycerz znalazł wreszcie dziewczynę, która go pokochała – Basię Jeziorkowską, z którą ostatecznie się ożenił.
Zginął w 1672 roku – po poddaniu twierdzy w Kamieńcu Podolskim, Wołodyjowski wraz ze swym przyjacielem Ketlingiem dotrzymali obietnicy wysadzając zamek w powietrze.

## Adaptacje
W adaptacjach filmowych i telewizyjnych postać Wołodyjowskiego kreowali:
- Tadeusz Łomnicki (Pan Wołodyjowski, serial Przygody pana Michała, Potop)
- Zbigniew Zamachowski (Ogniem i mieczem, serial Ogniem i mieczem)
- Stefan Jaracz (Obrona Częstochowy)
- Piotr Starkowski (Potop (film 1915))

Michał Wołodyjowski jest też główną postacią wiersza i piosenki Jacka Kaczmarskiego Pan Wołodyjowski, w której każda zwrotka kończy się słynnym powiedzeniem Wołodyjowskiego „Nic to”. Opowiada o nim również Pieśń o małym rycerzu Jerzego Lutowskiego, do której muzykę skomponował Wojciech Kilar. W serialu Przygody pana Michała wykonywał ją Leszek Herdegen.

## Upamiętnienie
Postać Wołodyjowskiego została upamiętniona turniejem szermierczym O Szablę Wołodyjowskiego, rozgrywanym od 1955 do dziś w Warszawie. Jego nazwiskiem nazwano także ulice w wielu polskich miastach, m.in. w Warszawie (na Służewie) i Krakowie (osiedle Lesisko).